# Putten
Putten este o comună și o localitate în provincia Gelderland, Țările de Jos. 

## Localități componente
Bijsteren, Diermen, Gerven, Halvinkhuizen, Hell, Hoef, Huinen, Koudhoorn, Krachtighuizen, Putten, Steenenkamer, Veenhuizerveld.